# Grandes Manœuvres (film)
 (juillet 2025).
Pour l’article homonyme, voir Grandes manœuvres.
Pour plus de détails, voir Fiche technique et Distribution.
Grandes Manœuvres est un film français de Georges Méliès, sorti en 1896. Actuellement, le film est considéré comme perdu.